# Passione (filosofia)
Passione, dal greco antico πάθος (pàthos) cioè sofferenza o passività, in filosofia indica il predicato o la categoria dell'essere corrispettivo e complementare all'azione alla quale logicamente si oppone.

## I vari significati
In un significato più specifico il termine si trova usato per indicare: 
- un evento di passiva ricezione, di modificazione o di alterazione anormale della conoscenza come avviene nella sensazione o nell'intelletto passivo (potenziale) aristotelico,[2] per cui il soggetto si trova «sottoposto a un'azione o impressione esterna e ne patisce l'effetto sul piano sia fisico che psichico».[3]
- e quelle affezioni, tendenze e in genere modificazioni dell'animo, più vicini al significato odierno di passione, che hanno il carattere di durata nel tempo e intensità tale che si distinguono rispetto alla minore incisività che solitamente contraddistingue i sentimenti.

Nella storia della filosofia è quest'ultimo significato che ha prevalso e si è più diffuso come un sentire di forte intensità, di solito connotato da una grande attrazione per un soggetto; assume comunque, come tutti gli stati affettivi, significati diversi secondo l'ambito in cui se ne parla.

## Antichità greca e romana
Nell'antichità occidentale, attraverso la letteratura omerica e la filosofia antica, la passione era vista come un sentimento eccessivo ed improvviso, ma non sempre negativo. Essa infatti poteva guidare al gesto eroico, soprattutto per "furore" o "ira".
Testimone di questa moralità quanto meno complessa è il teatro greco dove diversi personaggi si accendevano per passioni come la cupidigia, il desiderio d'amore, la paura paralizzante, l'esaltazione senza freni: tutta una serie di emozioni che rendevano i personaggi del dramma, e gli stessi dèi che li guidavano, come posseduti e fuori di sé.
Quindi la passione cominciò a essere interpretata come malattia, ovvero come lusinga e urgenza incontrollabile da parte del corpo che non poteva essere controllato dall'anima.
Secondo Platone vi è un netto contrasto tra la ragione e le passioni per cui queste sono caratteristiche della carnalità dell'anima concupiscibile che la rende soggetta ad azioni impulsive e a sofferenze. L'anima irascibile invece è destinata a fare da mediatrice tra la razionalità e le passioni cercando di moderarle o di vincerle con il coraggio.

### Modello tassonomico stoico
Con gli stoici l'anima diviene soltanto ragione e la passione è qualcosa che viene da fuori e ne contrasta l'equilibrio e il programma. Crisippo arriva a dire che essa è una condizione estatica sfrenata che produce un errato giudizio sul mondo e sulle sue norme. In questo senso parlare di passione rientra fin dall'inizio nella educazione poiché essa rappresenta una minaccia sociale che il soggetto può arrecare se lasciato preda di sole pulsioni elementari e senza intelligenza conoscitiva.
Il modello nosologico delle passioni secondo Diogene Laerzio (con la rivisitazione dello Pseudo-Andronico) prevede quattro gruppi di passioni: piaceri, dolori, paure e desideri.
Tra i piaceri, intesi come esaltazioni irrazionali, troviamo l'incanto (quando la vista e l'udito vengono stravolti dall'insorgere della passione), la gioia malevola (che gode dei mali altrui), la delizia (o rammollimento dell'anima), l'effusione orgasmica e il maleficio vero e proprio (piacere procurato per inganno).
Tra i dolori, intesi come contrazioni irrazionali, troviamo la pietà, l'invidia, la gelosia (quando l'altro possiede l'oggetto del proprio desiderio), la rivalità (quando l'altro possiede ciò che già si ha), l'affanno, la noia, il turbamento davanti alla falsità, l'angoscia, la costernazione (che impedisce una visione d'insieme), la desolazione, la sventura, lo spasimo, il lutto, la stizza, il tormento (davanti alle proprie riflessioni dolorose), il pentimento, il pianto, il lamento, lo sconforto, il fastidio, la preoccupazione, l'indignazione, la confusione (rispetto alla visione del futuro), la sofferenza e l'afflizione.
Tra le paure, che poi non sono altro che fughe dal dolore, troviamo il terrore, l'esitazione, la vergogna, lo sbigottimento, il panico, l'inquietudine, il timore (del futuro), lo stupore, la viltà, la titubanza, la trepidazione e la superstizione.
Infine tra i desideri, intesi come tensioni irrazionali verso i piaceri, troviamo la brama (che non ha oggetto del desiderio), l'odio, l'ambizione, l'ira, l'eros, l'indignazione rancorosa e la collera.
Le passioni sono viste nell'arco del loro svolgersi, con un inizio, un culmine e il raffreddamento finale (che può lasciare un umore duraturo, come il risentimento o la nostalgia).
La ricchezza anche solo lessicale del panorama di passioni analizzate dagli stoici divenne più complesso con la loro descrizione fisiologica, con sintomi, processi termici, motivi incerti tra arrossamento e pallore, vapori e fluidi che erano serviti a Ippocrate e Galeno per descrivere gli stati di salute e malattia dell'essere umano. In qualche modo infatti le passioni erano dietro anche i tipi umani, li scoprivano, definivano e marcavano, anticipando quel che sarà la fisiognomica nei secoli successivi.

### Itemperamentidi Galeno
Articolando i quattro principali umori della teoria medica ippocratico-galeana con le passioni si hanno i principali temperamenti: il sangue, la bile gialla, la bile nera e il flegma, nelle loro rispettive caratteristiche caldo/umido, caldo/secco, freddo/secco e freddo/umido portano a caratteri emotivi, o depositi della passione nella psiche: ecco allora apparire il tipo "sanguigno", "collerico", "malinconico" o "flemmatico", che interiorizzano le passioni corrispondenti, facendone delle predisposizioni organiche. Agli stimoli esterni (come il caso dell'ira di Achille, provocata da Agamennone) si vanno sostituendo i combattimenti interiori e le giuste terapie per controllare in sede morale e filosofica gli effetti delle passioni. Se si riusciva a curarle, si raggiungeva l'apatia.

### La critica di Cicerone, Sesto Empirico e Seneca
Nelle Tusculanae disputationes, Cicerone esprimeva la necessità di estirpare le passioni fino alla radice, evitando di potarle e quindi di lasciare che risorgano. Se gli stoici avevano proposto la meditazione e l'esercizio delle virtù come rimedio, per Cicerone, meno fiducioso verso la razionalità e il potere della conoscenza, si tratta di costruire una strategia educativa che le anticipi nel loro sorgere, evitando l'apatia, considerata questa volta in negativo.
Sesto Empirico e gli scettici consideravano le passioni come non naturali, ma piuttosto quali miraggi che distolgono dall'arte del vivere rendendoci prima ancora che infelici, distaccati dalle cose o invischiati nelle false opinioni sulle cose stesse.
Seneca e sullo stessa linea, più tardi Plutarco, fecero delle passioni non più (o non solo) il territorio della medicina, ma una questione antropologica centrale, le cui coordinate si muovevano sul rapporto tra vizi e virtù, e sul governo dell'uomo in mezzo agli altri uomini. La passione esce dall'antichità legata dunque alla psicologia e all'etica.

## Il controllo delle passioni nel Medioevo
La concezione della passione come trasgressione più che come forte impegno o eccesso di sensibilità porta la riflessione di Agostino a svolgersi intorno ai concetti di amor, passio, dilectio, voluptas e amicitia come luoghi in cui non si è più se stessi e si esce dalla "misura" dell'ordine divino. Fa eccezione l'amore verso Dio, incondizionato, ineludibile, eterno e che restituisce eccellenza e potentia.
E tuttavia la passione è data per natura e coinvolge le relazioni tra essere umano e mondo e tra essere umano ed essere umano in termini di comunità ordinata e guidata dalla gratia.
Quindi l'amore, ma anche la paura della perdita, che si trasforma in appetitus, e altre tendenze umane a uscire dal seminato, possono assumere un aspetto anche positivo tanto che la stessa caritas (opposta alla cupiditas) si può dire che sia una forma di passione.
Sempre nel Medioevo (ma dopo la dottrina esposta da Cicerone nel De Amicitia), soprattutto l'amore comincia a essere visto quasi come eroico, tramite il disinteressamento e la generosità dell'amante legati alla virtù dell'amato. Sono casi da considerare quello filosofico (legato all'amore di Eloisa e Abelardo) o narrativo (legato al ciclo di Tristano). La passione viene dunque narrata con esaltazione, ma al contempo vista come estranea ai vincoli dell'amore legittimo (come nel matrimonio, difeso teoricamente da Agostino e praticamente da Giustiniano con il suo Codex del 534). E tuttavia proprio l'amore, con la poesia cortese, mostra la passione meno come fragilità e più come forza.
Bernardo di Chiaravalle distingue affectio come inclinazione attiva e nobile del cuore verso qualcuno da affectus che si subisce e crea dolore. Le quattro passioni fondamentali sono la gioia, la paura, la tristezza e l'amore, ma è soprattutto l'amore che viene visto in quella che diventerà la classica partizione tra "sacro" e "profano".
Contribuisce all'idea di ciò che chiamiamo "passione" inteso come sentimento anche l'idea di follia come si andò sviluppando quando si passava dall'idea antica di possessione sacra alla retorica legata alla presenza di streghe e posseduti dal demonio da esorcizzare. Colui che pativa l'azione di qualche demone è ora preda del diavolo che muovendo l'anima e straziando il cuore e i sensi del "folle" lo travia dal giusto corso della vita.
La passione è dunque mania, esaltazione frenetica, fino all'estasi e alla perdita definitiva di sé. Questa idea offre il motore narrativo alla tragedia (più ancora che quella antica si consideri quella elisabettiana) e alle varie speculazioni sul peccato e sulla sua punizione (con l'aspetto antagonistico tra passione e inquisizione). In qualche modo dunque la passione diventa didascalica e didattica, segnando il confine tra il lecito e l'illecito, tra il doveroso e il libertario, tra norma e perturbazione. Da un punto di vista concettuale la passione si semplifica, diventando orientata al bene o al male (e quando coniugata al futuro guidata dalla speranza o dalla paura).

## Il moderno amore di sé
Con l'umanesimo le passioni, come ogni aspetto della naturalità dell'uomo, vengono rivalutate come un'esaltazione della volontà (così in Bruno, Tommaso Campanella, ecc.) che quindi si rafforza e diviene più efficace sotto la spinta degli "eroici furori" bruniani.
L'identità personale nel mondo moderno si traduce in vanità e desiderio di potere, ansia di approvazione ed egoismo. Poggiandosi su idee di eroismo e aristocrazia, la nuova società politica legittima anche la propensione e il diritto alla felicità.
Tra il XVII e XVIII secolo, allontanatosi dal medioevo, l'uomo si concentra su se stesso. Tra l'introspezione alla Montaigne e i miti di progresso alla Rousseau, complice anche la riforma protestante, l'uomo si studia e pone al centro delle proprie attività l'autoaffermazione (spesso narcisistica). Essere fedeli alle proprie mire, ai propri desideri, insomma a se stessi, è uno dei valori dell'io, conscio delle proprie possibilità cognitive e pratiche. La passione dominante è l'amore per se stessi, per la propria ragione (si pensi a Cartesio), per le proprie stesse passioni, che diventano tutte "buone" purché se ne abbia il controllo. Con questa chiave si può leggere anche il teatro di Corneille, pieno di personaggi che cercano e impongono la padronanza di sé, la legittimità della propria gloria.
Allo stesso tempo esiste, però, una vulnerabilità dell'uomo moderno che si manifesta (ancora in ambito teatrale, per esempio, nei personaggi di Racine) nell'individuo che non riesce a controllare tramite la ragione tutte le proprie passioni, e per spirito di conservazione e per necessità di sopravvivenza, cede alla natura, e magari perché in opposizione al desiderio e alla vanità d'altri, genera passioni distruttrici, come dice Hobbes negli Elementi di legge naturale e politica (1640), e confrontandosi con gli altri nutre la propria passione della gloria. La «gloria, o sentimento di compiacenza o trionfo della mente, è quella passione che deriva dall'immaginazione o concetto del nostro potere, superiore al potere di colui che contrasta con noi.». Da "gloria" si passa a "vanagloria" e la passione di essere "degni di se stessi" diventa una trappola di autocompiacimento. La felicità, con Hobbes, è incessante desiderio di dominio sugli altri e sul mondo, assicurandosi per quanto a lungo possibile e magari per sempre una posizione di vantaggio e potere.
Anche John Locke va in questa direzione, salvo che pone, a contrasto con la passione, la paura di morire. Attraverso la paura della morte, l'amore di sé come autoconservazione è più forte dell'amore passionale di sé. L'arbitro di tutte queste passioni, nel modello giusnaturalistico, diventa il "politico" che, quasi una persona artificiale, stabilisce un limite alle passioni e alla vita emotiva dei singoli. Essere "cittadino" non cambia la "natura" dell'uomo, ma lo tiene sotto controllo, gli fa rinunciare, in nome della società, alle proprie passioni. Come dirà Freud, "l'uomo civile baratta una parte della propria felicità possibile con la sicurezza".
Questa riflessione che attraversa due secoli alla ricerca delle funzioni vitali e societarie, del loro combinarsi tra avarizia, lusso, invidia, lussuria e soprattutto orgoglio a favore dello sviluppo della società, vede come posizione del tutto originale quella di Spinoza che nel suo accentuato determinismo naturale dichiara non aver senso parlare della illusoria libertà dell'uomo e quindi le passioni non possono in alcun caso modificarla né in bene né in male: non c'è opposizione tra ragione e passione, si tratta, dice Spinoza, solo di passività o attività, di considerare cioè se l'uomo ha idee adeguate o inadeguate.
Tra etica, politica, scienza della natura e filosofia pratica, il pensiero sulle passioni si lega al mito illuministico del progresso. È nato il diritto alla felicità che inevitabilmente apre la strada alla passione amorosa dei romantici.

## Ragione illuminista e sentimento romantico
I libertini del '700 esalteranno le passioni e gli appetiti e le loro tesi troveranno accoglienza in coloro che esaltano il lusso che procura effetti benefici, come si sostiene nella disputa settecentesca su questo tema che trova sostegno nella apologia dei vizi e delle passioni fatta da Bernard de Mandeville nella sua La favola delle api.
Gli illuministi sosterranno queste concezioni che l'utopista Charles Fourier cercherà di realizzare nei suoi esperimenti sociali. In contrasto con questi Rousseau ritiene invece che l'origine delle passioni non vada ricercata nella primitiva naturalità dell'uomo ma che esse si formino a causa delle degenerazioni che sorgono nelle società umane.
Nel secondo dei tre libri del Trattato sulla natura umana (1739–1740) David Hume assegna al tema delle passioni un'importanza centrale per definire la vita dell'uomo. Hume è convinto che nelle passioni vi sia «meccanismo regolare» conoscibile scientificamente «non meno delle leggi del moto, dell'ottica, dell'idrostatica o di qualsiasi branca della filosofia naturale»
Dall'analisi naturalistica delle passioni egli ne ricava la falsità della visione tradizionale dell'uomo unico essere razionale che con la sua capacità di controllare e mettere al suo servizio le spinte emozionali si rende simile a Dio. In realtà l'uomo, come gli animali,  è essenzialmente preda delle passioni e la sua ragione, offuscata dai dubbi, non è in grado di conseguire la conoscenza neppure delle realtà naturali più semplici come l'esistenza di un mondo oggettivo estraneo alla soggettività, la capacità di cogliere il rapporto di causalità tra le cose, la propria autocoscienza.
Non la ragione ma le passioni invece offrono all'uomo certezze come quelle di essere sicuro della sua coscienza personale, e di come il suo carattere, determinato naturalisticamente, sia alla base della causalità del suo comportamento
Contrariamente all'opinione diffusa, risalente a Platone, che la ragione sia superiore alle passioni e in grado di dominarle, per Hume nessuna condotta umana può essere compresa dalla ragione che è capace solo di stabilire semplicemente delle relazioni tra le idee e mai dettare quale debba essere il comportamento umano. Anzi, afferma Hume, «la ragione è, e deve essere, schiava delle passioni»
Contro la concezione cristiana e la filosofia di Hobbes che giudicavano negativamente una vita dominata dalle passioni, Hume è convinto che per gli uomini sia fondamentale, per la costituzione della razionalità, quello che egli chiama "il principio di trasmissione della simpatia", intendendo come essi siano immersi in un continuo interscambio tra di loro di emozioni e sentimenti che li influenzano profondamente.
Dalla simpatia nascono le quattro passioni fondamentali: l'orgoglio, l'umiltà, l'amore e l'odio. Ad esempio nel caso dell'orgoglio, che pure è strettamente connesso a motivazioni egoistiche e autocelebranti, questo sentimento può nascere e avere senso solo se ci si rapporta empaticamente con gli altri.
L'orgoglio, più dell'umiltà, che reprime gli aspetti piacevoli di quella passione, può essere fonte anche di effetti positivi come una certa benevolenza nei confronti del prossimo, il rafforzamento della propria autostima fondata sul sicuro possesso di doti naturali e sul sereno riconoscimento del proprio carattere e dei limiti ad esso connaturati.
Denis Diderot descrive le passioni come "inclinazioni, desideri e avversioni portate a un certo grado di intensità, combinate con una sensazione indistinta di piacere o dolore, causate o accompagnate da un movimento irregolare del sangue e degli spiriti animali, sono ciò che chiamiamo passioni. Possono essere così forti da inibire qualsiasi pratica della libertà personale, uno stato in cui l'anima è in un certo senso resa passiva, da cui il nome di passioni. Questa inclinazione o cosiddetta disposizione dell'anima, nasce dall'opinione che noi sosteniamo che un grande bene o un grande male è contenuto in un oggetto che in se stesso suscita passione ".
Diderot scompone ulteriormente il piacere e il dolore, che considera i principi guida della passione, in quattro categorie principali:
- Piaceri e dolori dei sensi;
- Piaceri della mente o dell'immaginazione;
- La nostra perfezione o la nostra imperfezione di virtù o vizi;
- Piaceri e dolori per la felicità o le disgrazie altrui.

Un giudizio del tutto negativo sulle passioni è invece quello di Kant che le chiama «cancri per la ragion pura pratica e generalmente inguaribili». L'azione veramente buona è quella che risponde ai criteri della morale autonoma, che ha la ragione di sé in sé stessa, senza nessun intervento della materialità delle passioni, siano pure quelle che generalmente vengono considerate positivamente come l'amore per il prossimo, lo spirito di generosità ecc.
Molto diversa da quella settecentesca è la considerazione positiva che delle passioni ha il romanticismo. Le passioni vanno giudicate positivamente non per i motivi portati dall'edonismo e dal materialismo, ma perché esse sono in grado di rendere manifesti i limiti della ragione umana quando essa si mostra incapace di cogliere la totalità vivente in tutte quelle espressioni rivelate invece proprio dalle passioni.